# Bacon (TV-program)
Bacon var ett svenskt TV-program som sändes på söndagar i ZTV. Programledare var Pontus Djanaieff och Claes Fahlén. Programmet producerades av Marie Hessel, som även varit producent för Fråga Olle på Kanal 5.